# 松尾一彦
松尾 一彦（まつお かずひこ、本名同じ、1954年8月7日 - ）は、日本のシンガーソングライター。オフコースの元メンバー（主にギター、ハーモニカ、キーボード、ボーカル、コーラス担当）。身長165cm。血液型はA型。

## 来歴・人物
1954年8月7日、秋田県山本郡八森町（現：八峰町）生まれ。能代高校進学。
高校3年生の時に大間ジローと出会い、大間らとともにロックバンド“ドナルドダック”を結成、3月末に東京で行われたロック・コンテストに出場、わずかな練習期間でコンサート当日を迎えたものの、2位に入賞。プロダクションからの誘いはなかったものの、主催者だったキャロルの事務所を連絡先として活動を開始する。1973年夏、キャロルの事務所から独立したスタッフが設立したプロダクション“アーサー・プロモーション”と契約、バンド名を“ザ・ジャネット”と改名し、芸名を「松尾ジュン」とする。
ザ・ジャネットは日本テレビの勝ち抜きバンド合戦『ザ・チャレンジ』に出場。優勝しレコード･デビューが決まる。ディレクターは後にオフコースのプロデュースを手がける武藤敏史。1974年3月21日、シングル「美しい季節」でデビュー。以後シングルを4枚、アルバムを1枚リリースするが、商業的成功を収めることなく1975年12月解散。ジャネット解散後は武藤の紹介で東芝EMIの配送センターでアルバイトを始める。
オフコースの小田和正・鈴木康博の二人と一緒に出来る人間を探していた武藤から、アルバム『SONG IS LOVE』のレコーディングに誘われる。そのままコンサート活動にも参加。1979年8月1日正式メンバーになる。また、オフコース在籍中から岩崎宏美「胸さわぎ」を手始めに作家活動も開始、稲垣潤一のデビュー曲「雨のリグレット」、柏原芳恵「夏模様」など、多数の楽曲を歌手・アーティストに提供した（詳細は楽曲提供の項参照）。
オフコース解散後の1990年、 吉田拓郎のアルバム制作およびコンサート・ツアーに清水仁と共に参加。ツアーには1992年まで、レコーディングには1996年までそれぞれ参加。1992年ソロ活動再開。1994年、ボーカリスト福田康子とユニット“Everything She Wants”を結成、シングル2枚、アルバム1枚をリリース。同時期、斉藤和義のアルバムにてプロデュースを担当、編曲およびレコーディングのほか、ライブでのバッキングにも参加する。1997年、コルツのレコーディングにアドバイザリープロデューサー、編曲で参加。コンサートツアーにも演奏で参加。
1999年3月、オフコースの元メンバー、清水、大間とともに“Acoustic Beatles Club（A.B.C）”を結成。オリジナル曲のほか、ビートルズのカヴァー曲を交えながら演奏活動を行う。
2004年11月、A.B.Cと並行して森川由加里・土屋剛とサウンド・ユニット“THE UNIT”を結成、ライブ活動のほか、シングルおよびアルバムをリリース。
2010年10月20日、ミニ・アルバム『せつなくて』をリリース。小田にとってオフコース解散後初の、元メンバーとのコラボレーションとしてピアノ&ピアノ・アレンジでタイトル曲に参加。また、カップリング曲の「哀しき街」には清水がコーラスで参加。
2011年1月、鈴木のラジオ番組「メインストリートをつっ走れ!」にゲスト出演。全盛期の元メンバー全員とのコラボレーション・共演をオフコース解散以降、最初に果たした（過去にA.B.Cと鈴木のコラボレーションはあったが、鈴木の出演は松尾の急病によるもの。松尾は共演していなかった）。
2015年3月18日、オフコースからソロまでのライブ映像、新作ミュージックビデオの他、オフコースメンバー全員のインタビューも収録したDVD『“I'll see you when I see you” Kazuhiko Matsuo Choronicle』発売。

## エピソード
- 弟の松尾直樹は、斉藤和義をデビューさせ、初期のアルバムをプロデュースした人物である。兄である松尾が斉藤の初期の楽曲に関わった経緯は、斉藤と同じく同じギタリスト経験があり、ビートルズを愛好するアレンジャーを弟が探していたことによる。[1][2]ファンハウスの社員だった直樹は、斉藤を手掛ける前は、オフコースはもちろん、オフコース解散後の小田のソロ、SING LIKE TALKINGなどに宣伝担当として関わっていた。ちなみに兄と違い、短髪で髭は生やしておらず、痩せ型の面長である(当時)。[3]
- チューリップの宮城伸一郎、とんぼちゃんの伊藤豊昇と市川善光は能代高校の1年後輩。
- 長嶋茂雄の大ファンで、活字の本は苦手だが長嶋に関係する本だけは読破したという。物真似も得意で、オフコースのステージでも一時期披露していた。
- 公式HP内のBBSにて本人が明かしたところによれば（2010/01/09(Sat) 18:10）、従姉妹の夫の先祖はジョン万次郎だという。
- 公式発表上では高卒となっているが、実際は大学中退である。中学の頃から音楽の道へ進むことを考えていたものの家族の説得で高校へ進学した。卒業後はもっと自由に音楽だけをするため、その口実として大学へ行きたいと申し出る。結果、大学へ合格、上京が決まった。しかし父の転勤で家族揃って上京することになり、当初の目論見は外れてしまった。一年生の時は家族の説得で嫌々通っていたものの、二年生になるとコンテストへの出場などでほとんど出席しなくなり、そのまま退学となった。
- ザ・ジャネット時代、田辺エージェンシーに所属していたことがあった。
- オフコース時代、小田和正が海で溺れかけたことがある。メンバーで海に行った時、溺れかけた小田が松尾の乗っているボートの真横を掴んだため、溺れていることを知らず「ここじゃ邪魔だから、漕いで引っ張っていくから船の後ろに捕まってほしい」と言うと、小田は何故か手を放して泳ぎだしたという。そのうち小田の姿が見当たらなくなり、沖の方で頭が浮いたり沈んだりしているところを清水が発見して救出した。この話は、後日の宮崎でのライブMCや後年のラジオ番組で何度かネタとして取り上げられている。松尾曰く、「泳げない人は足立たないところに来ないっていう風に思っていたし、ちょっと疲れたぐらいだったと思った」。吉田拓郎に至っては、解散翌年のラジオ特番「元気です」で松尾をゲストに迎えたコーナーで、「そん時でしょ、解散だなと思ったのは」とジョークを交えてコメントしている。

## 音楽作品

### シングル
1. 普通のオフィスレディ（1986年7月2日）
2. There's No Shoulder（2007年）–『Breath』収録曲の再リリース
3. 星くず（2009年4月11日）– 2008年8月2日 Club Ikspiariでのライブ音源3曲を収録

### アルバム
1. Wrapped Woman （1986年7月23日）
2. Breath （1990年9月25日）　ミニ・アルバム
3. Being There （1991年4月25日）　ベスト・アルバム
4. Untitled 23 Works （2000年）　国内航空会社の機内用・CM用その他に提供した楽曲を再編集したInstrumentalアルバム。
5. Yesterdays （2003年）
6. せつなくて （2010年10月20日）　オフコース時代の2曲とソロ作品2曲を収録したミニ・アルバム。
7. 忘れ得ぬ人 （2013年7月24日）
8. Post Off Course 1990〜2015 Selection（2016年1月27日）　オフコース解散後のソロ活動の楽曲で構成された2枚組ベスト・アルバム。「言葉にできない」を新録音で収録。
9. MY HARP LIFE〜Kazuhiko Matsuo Best Harmonica Works（2017年3月29日）　オフコースに加入してから現在までのハーモニカ参加楽曲を集めた2枚組ベスト・アルバム。
10. Chromatic Romantic〜On Winter Night〜 （2017年12月20日）　初のハーモニカ演奏によるスタンダード楽曲のカバーによるミニ・アルバム。
11. 君を待つ渚 （2019年5月29日）　初めてスタジオ録音した『君を待つ渚』を収録したミニ・アルバム。

### DVD
- “I will see you when I see you” Kazuhiko Matsuo Chronicle（2015年3月18日 再発売：2015年12月23日）- 幼少期から青年期、メジャーデビューからオフコース時代、ソロ活動期を振り返る、60歳を記念したDVD。

### ユニット
ONE（清水仁・松尾一彦・平田謙吾）
1. 二人だけの海 （1987年11月5日）　シングル
2. ONE NIGHT （1987年11月25日）　アルバム
3. Shining Winds〜新しい自分（1989年2月25日）　シングル

安部恭弘&松尾一彦
1. みどり （1990年7月25日）– シングル

Everything She Wants（福田康子・松尾一彦）
1. Everything She Wants I（1994年3月24日）　アルバム
2. 秘密の出来事 （1994年3月24日）　シングル
3. 少年たちのいた夏 （1994年8月24日）　シングル

A.B.C（清水仁・松尾一彦・大間ジロー）
1. ABC VOL.1 （2000年11月2日）
2. ABC VOL.2 （2003年12月22日）

THE UNIT（森川由加里・松尾一彦・土屋剛）
1. Zetsuai〜絶対の愛〜 （2004年）　シングル
2. Zetsuai〜絶対の愛〜 （2005年6月1日）　2004年盤の品番改定・収録曲再構成による再発シングル
3. SHOW ME 2007 （2007年12月4日）　ミニ・アルバム
4. サクラ風 （2009年4月12日）　シングル

## 楽曲提供
| アーティスト   | 提供曲                                                 | 作者                                                                  | 収録作品（初出のみ）                                       | 発売日         | 規格  | 品番               |
| -------------- | ------------------------------------------------------ | --------------------------------------------------------------------- | ---------------------------------------------------------- | -------------- | ----- | ------------------ |
| 新井満         | 鳥になりたい                                           | 作詞：新井満 作曲：松尾一彦 編曲：萩田光雄                            | 新井満 IV マンダーランド                                   | 1978年07月     | LP    | SKS-1015           |
| あんべ光俊     | 霧の晴れ間に                                           | 作詞：安部光俊 作曲：松尾一彦 編曲：安部光俊                          | 碧空と海のすき間から                                       | 1978年12月05日 | LP    | ETP-80045          |
| あんべ光俊     | 夜のしずく                                             | 作詞：安部光俊 作曲：松尾一彦 編曲：見岳章 安部光俊                   | オリンポスの果実                                           | 1980年04月20日 | LP    | ETP-80134          |
| あんべ光俊     | 大きな河のほとりで                                     | 作詞：安部光俊 作曲：松尾一彦 編曲：鈴木康博                          | Born to be Wild                                            | 1981年10月21日 | LP    | ETP-90017          |
| あんべ光俊     | やりきれない                                           | 作詞：安部光俊 作曲：松尾一彦 編曲：松尾一彦 大間仁世 清水仁          | tomorrow —すべては時の中に— ⁄ やりきれない                 | 1983年06月06日 | EP    | 7E0018             |
| あんべ光俊     | やりきれない                                           | 作詞：安部光俊 作曲：松尾一彦 編曲：松尾一彦 大間仁世 清水仁          | HEARTS                                                     | 1983年08月21日 | LP    | N28E0018           |
| あんべ光俊     | 約束                                                   | 作詞：安部光俊 作曲・編曲：松尾一彦                                   | HEARTS                                                     | 1983年08月21日 | LP    | N28E0018           |
| 勇直子         | センターラインが終わるとき                             | 作詞：秋元康 作曲：松尾一彦 編曲：矢島賢                              | センターラインが終わるとき ⁄ BOYS AND GIRLS                | 1986年07月17日 | EP    | RHS-250            |
| 勇直子         | センターラインが終わるとき                             | 作詞：秋元康 作曲：松尾一彦 編曲：矢島賢                              | アスファルトの天使たち                                     | 1986年11月21日 | LP    | RHL-8453           |
| 勇直子         | センターラインが終わるとき                             | 作詞：秋元康 作曲：松尾一彦 編曲：矢島賢                              | アスファルトの天使たち                                     | 1986年11月21日 | CD    | R32H-1039          |
| 勇直子         | BOYS AND GIRLS                                         | 作詞：宮原茅映 作曲：松尾一彦 編曲：矢島賢                            | センターラインが終わるとき ⁄ BOYS AND GIRLS                | 1986年07月17日 | EP    | RHS-250            |
| 勇直子         | ナーバスにならないで                                   | 作詞：秋元康 作曲：松尾一彦 編曲：西平彰                              | ナーバスにならないで ⁄ 私の場合                            | 1986年10月21日 | EP    | RHS-256            |
| 勇直子         | ナーバスにならないで                                   | 作詞：秋元康 作曲：松尾一彦 編曲：西平彰                              | アスファルトの天使たち                                     | 1986年11月21日 | LP    | RHL-8453           |
| 勇直子         | ナーバスにならないで                                   | 作詞：秋元康 作曲：松尾一彦 編曲：西平彰                              | アスファルトの天使たち                                     | 1986年11月21日 | CD    | R32H-1039          |
| 勇直子         | スタイルのあった恋                                     | 作詞：松本一起 作曲：松尾一彦 編曲：西平彰                            | アスファルトの天使たち                                     | 1986年11月21日 | LP    | RHL-8453           |
| 勇直子         | スタイルのあった恋                                     | 作詞：松本一起 作曲：松尾一彦 編曲：西平彰                            | アスファルトの天使たち                                     | 1986年11月21日 | CD    | R32H-1039          |
| 石川セリ       | DOCTOR おねがい!                                       | 作詞：森雪之丞 作曲：松尾一彦 編曲：矢野誠                            | BOY                                                        | 1983年06月10日 | LP    | 28PL-55            |
| 石川セリ       | とぎれた記憶                                           | 作詞：森雪之丞 作曲：松尾一彦 編曲：大村憲司                          | BOY                                                        | 1983年06月10日 | LP    | 28PL-55            |
| 石川セリ       | 夏の海岸                                               | 作詞：井上セリ 作曲：松尾一彦 編曲：大村憲司                          | BOY                                                        | 1983年06月10日 | LP    | 28PL-55            |
| 伊藤つかさ     | 涙のクレッシェンド                                     | 作詞：秋元康 作曲：松尾一彦 編曲：井上鑑                              | 涙のクレッシェンド ⁄ 6月の方舟                             | 1984年02月21日 | EP    | SV-7371            |
| 伊藤つかさ     | 涙のクレッシェンド                                     | 作詞：秋元康 作曲：松尾一彦 編曲：井上鑑                              | クレッシェンド                                             | 1984年04月25日 | LP    | SJX-30228          |
| 稲垣潤一       | 雨のリグレット                                         | 作詞：湯川れい子 作曲：松尾一彦 編曲：井上鑑                          | 雨のリグレット ⁄ 日暮山                                    | 1982年01月21日 | EP    | ETP-17257          |
| 稲垣潤一       | 雨のリグレット                                         | 作詞：湯川れい子 作曲：松尾一彦 編曲：井上鑑                          | 246:3AM                                                    | 1982年07月21日 | LP    | ETP-90179          |
| 稲垣潤一       | 日暮山                                                 | 作詞：湯川れい子 作曲：松尾一彦 編曲：津村泰彦                        | 雨のリグレット ⁄ 日暮山                                    | 1982年01月21日 | EP    | ETP-17257          |
| 稲垣潤一       | 日暮山                                                 | 作詞：湯川れい子 作曲：松尾一彦 編曲：津村泰彦                        | 246:3AM                                                    | 1982年07月21日 | LP    | ETP-90179          |
| 稲垣潤一       | 246:3AM                                                | 作詞：湯川れい子 作曲：松尾一彦 編曲：井上鑑                          | 246:3AM ⁄ ジンで朝まで                                     | 1982年07月21日 | EP    | ETP-17361          |
| 稲垣潤一       | 246:3AM                                                | 作詞：湯川れい子 作曲：松尾一彦 編曲：井上鑑                          | 246:3AM                                                    | 1982年07月21日 | LP    | ETP-90179          |
| 稲垣潤一       | 海鳴りに誘われて                                       | 作詞：遠藤幸三 作曲：松尾一彦 編曲：井上鑑                            | 246:3AM                                                    | 1982年07月21日 | LP    | ETP-90179          |
| 稲垣潤一       | （揺れる心に）フェード・アウト                         | 作詞：秋元康 作曲：松尾一彦 編曲：井上鑑                              | SHYLIGHTS                                                  | 1983年02月01日 | LP    | ETP-90215          |
| 稲垣潤一       | 夏の行方                                               | 作詞：秋元康 作曲：松尾一彦 編曲：井上鑑                              | J.I.                                                       | 1983年09月01日 | LP    | ETP-90244          |
| 稲垣潤一       | 蒼い雨                                                 | 作詞：秋元康 作曲：松尾一彦 編曲：松尾一彦 清水仁 大間仁世            | J.I.                                                       | 1983年09月01日 | LP    | ETP-90244          |
| 稲垣潤一       | 一人のままで〜There's No Shoulder〜                    | 作詞：湯川れい子 作曲：松尾一彦 編曲：井上鑑                          | J.I.                                                       | 1983年09月01日 | LP    | ETP-90244          |
| 稲垣潤一       | 振り向いた時そこに見える階段を数えたことがあるだろうか | 作詞：秋元康 作曲：松尾一彦 編曲：井上鑑                              | Personally                                                 | 1984年05月19日 | LP    | 28FB-2001          |
| 岩崎宏美       | 胸さわぎ                                               | 作詞・作曲：松尾一彦 編曲：戸塚修                                     | 胸さわぎ ⁄ 潮風の物語                                      | 1981年01月01日 | EP    | SV-7076            |
| 岩崎宏美       | 潮風の物語                                             | 作詞・作曲：松尾一彦 編曲：戸塚修                                     | 胸さわぎ ⁄ 潮風の物語                                      | 1981年01月01日 | EP    | SV-7076            |
| 絵夢           | Jealousy                                               | 作詞：絵夢 作曲：松尾一彦 編曲：井上鑑                                | VARIATION                                                  | 1979年         | LP    | C25A-0050          |
| 絵夢           | ふるえる                                               | 作詞：絵夢 作曲：松尾一彦 編曲：井上鑑                                | VARIATION                                                  | 1979年         | LP    | C25A-0050          |
| 荻野目洋子     | ぜんまいじかけの水曜日                                 | 作詞：秋元康 作曲：松尾一彦 編曲：萩田光雄                            | ダンシング・ヒーロー (Eat You Up) ⁄ ぜんまいじかけの水曜日 | 1985年11月21日 | EP    | SV-9069            |
| 柏原芳恵       | 夏模様                                                 | 作詞：微美杏里 作曲：松尾一彦 編曲：萩田光雄                          | 夏模様 ⁄ 坂道                                              | 1983年06月29日 | EP    | 7PL-125            |
| 柏原芳恵       | 坂道                                                   | 作詞：山口薫 作曲：松尾一彦 編曲：萩田光雄                            | 夏模様 ⁄ 坂道                                              | 1983年06月29日 | EP    | 7PL-125            |
| 柏原芳恵       | ふたたび〜See you again                                | 作詞：微美杏里 作曲：松尾一彦 編曲：服部克久                          | 夢模様                                                     | 1983年07月30日 | LP    | 28PL-58            |
| 柏原芳恵       | 太陽は知っている                                       | 作詞：松井五郎 作曲：松尾一彦 編曲：渡辺博也                          | 太陽は知っている ⁄ Gmのバラード                            | 1985年07月03日 | EP    | 7PL-199            |
| 河合奈保子     | BOSSA-NOVA                                             | 作詞：秋元康 作曲：松尾一彦 編曲：大村雅朗                            | ビューティフル・デイ                                       | 1983年07月24日 | LP    | AB-7123            |
| 神田正輝       | 弱音器                                                 | 作詞：神沢礼江 作曲：松尾一彦 編曲：船山基紀                          | if —予感—                                                  | 1984年11月21日 | LP    | 28FB-2007          |
| 神田正輝       | Lonely Tender Night……Alone                             | 作詞：松井五郎 作曲：松尾一彦 編曲：船山基紀                          | if —予感—                                                  | 1984年11月21日 | LP    | 28FB-2007          |
| 北原佐和子     | 5月のパラソル                                          | 作詞：神沢礼江 作曲：松尾一彦 編曲：飛澤宏元                          | TWENTY                                                     | 1983年02月21日 | LP    | HL-504             |
| 倉田まり子     | 避暑地の出来事                                         | 作詞：秋元康 作曲：松尾一彦 編曲：白井良明                            | 避暑地の出来事 ⁄ ENCORE 〜アンコール〜                     | 1983年07月     | EP    | K07S-451           |
| 倉田まり子     | ENCORE 〜アンコール〜                                  | 作詞：秋元康 作曲：松尾一彦 編曲：白井良明                            | 避暑地の出来事 ⁄ ENCORE 〜アンコール〜                     | 1983年07月     | EP    | K07S-451           |
| 小泉今日子     | Today's Girl                                           | 作詞：秋元康 作曲：松尾一彦 編曲：井上鑑                              | Today's Girl ⁄ KYOKO VI                                    | 1985年02月21日 | LP    | SJX-30259          |
| 小泉今日子     | Today's Girl                                           | 作詞：秋元康 作曲：松尾一彦 編曲：井上鑑                              | Today's Girl ⁄ KYOKO VI                                    | 1985年02月21日 | CD    | VDR-80             |
| 坂本九         | 夜のしずく                                             | 作詞：安部光俊 作曲：松尾一彦 編曲：後藤次利                          | 自由への旅立ち ⁄ 夜のしずく                                | 1978年09月05日 | EP    | TP-10466           |
| 坂本三佳       | Process                                                | 作詞：渡辺なつみ 作曲：松尾一彦 編曲：山本光男                        | PROCESS Photographic Showcase:MIKA SAKAMOTO 1              | 2000年07月26日 | CD    | KMCS-11            |
| 坂本三佳       | もうひとつの夜明けに                                   | 作詞：渡辺なつみ 作曲：松尾一彦 編曲：山本光男                        | PROCESS Photographic Showcase:MIKA SAKAMOTO 1              | 2000年07月26日 | CD    | KMCS-11            |
| 坂本三佳       | カタコトのI Love you                                   | 作詞：渡辺なつみ 作曲：松尾一彦 編曲：山本光男                        | PROCESS Photographic Showcase:MIKA SAKAMOTO 1              | 2000年07月26日 | CD    | KMCS-11            |
| 坂本三佳       | Sunday Afternoon                                       | 作曲：松尾一彦 編曲：山本光男                                         | PROCESS Photographic Showcase:MIKA SAKAMOTO 1              | 2000年07月26日 | CD    | KMCS-11            |
| 坂本三佳       | ひとつずつ ひとつずつ                                  | 作詞：渡辺なつみ 作曲：松尾一彦 編曲：山本光男                        | PROCESS Photographic Showcase:MIKA SAKAMOTO 1              | 2000年07月26日 | CD    | KMCS-11            |
| 坂本三佳       | モバイル                                               | 作詞：渡辺なつみ 作曲：松尾一彦 編曲：山本光男                        | SILENCE Photographic Showcase:MIKA SAKAMOTO 2              | 2000年08月23日 | CD    | KMCS-15            |
| 坂本三佳       | イメージの国                                           | 作詞：渡辺なつみ 作曲：松尾一彦 編曲：山本光男                        | SILENCE Photographic Showcase:MIKA SAKAMOTO 2              | 2000年08月23日 | CD    | KMCS-15            |
| 坂本三佳       | サルスベリの花の下で                                   | 作詞：渡辺なつみ 作曲：松尾一彦 編曲：山本光男                        | SILENCE Photographic Showcase:MIKA SAKAMOTO 2              | 2000年08月23日 | CD    | KMCS-15            |
| 坂本三佳       | A SUMMER SONG                                          | 作曲：松尾一彦 編曲：山本光男                                         | SILENCE Photographic Showcase:MIKA SAKAMOTO 2              | 2000年08月23日 | CD    | KMCS-15            |
| 坂本三佳       | &Process                                               | 作詞：渡辺なつみ 作曲：松尾一彦 編曲：山本光男                        | SILENCE Photographic Showcase:MIKA SAKAMOTO 2              | 2000年08月23日 | CD    | KMCS-15            |
| 佐野量子       | 蒼いピアニシモ                                         | 作詞：秋元康 作曲：松尾一彦 編曲：今泉俊郎                            | 蒼いピアニシモ ⁄ 秋風のリフレイン                          | 1985年07月21日 | EP    | RHS-207            |
| 佐野量子       | 蒼いピアニシモ                                         | 作詞：秋元康 作曲：松尾一彦 編曲：今泉俊郎                            | あなたの背中を見つめながら                                 | 1986年08月15日 | LP    | RHL-8447           |
| 佐野量子       | 蒼いピアニシモ                                         | 作詞：秋元康 作曲：松尾一彦 編曲：今泉俊郎                            | あなたの背中を見つめながら                                 | 1986年08月15日 | CD    | R32H-1025          |
| 佐野量子       | 秋風のリフレイン                                       | 作詞：秋元康 作曲：松尾一彦 編曲：今泉俊郎                            | 蒼いピアニシモ ⁄ 秋風のリフレイン                          | 1985年07月21日 | EP    | RHS-207            |
| 佐野量子       | 雨のカテドラル                                         | 作詞：秋元康 作曲：松尾一彦 編曲：今泉俊郎                            | 雨のカテドラル ⁄ 世界で一番に嫌いな人                      | 1985年12月05日 | EP    | RHS-225            |
| 佐野量子       | 雨のカテドラル                                         | 作詞：秋元康 作曲：松尾一彦 編曲：今泉俊郎                            | あなたの背中を見つめながら                                 | 1986年08月15日 | LP    | RHL-8447           |
| 佐野量子       | 雨のカテドラル                                         | 作詞：秋元康 作曲：松尾一彦 編曲：今泉俊郎                            | あなたの背中を見つめながら                                 | 1986年08月15日 | CD    | R32H-1025          |
| 佐野量子       | 世界で一番に嫌いな人                                   | 作詞：秋元康 作曲：松尾一彦 編曲：今泉俊郎                            | 雨のカテドラル ⁄ 世界で一番に嫌いな人                      | 1985年12月05日 | EP    | RHS-225            |
| 佐野量子       | 世界で一番に嫌いな人                                   | 作詞：秋元康 作曲：松尾一彦 編曲：今泉俊郎                            | あなたの背中を見つめながら                                 | 1986年08月15日 | LP    | RHL-8447           |
| 佐野量子       | 世界で一番に嫌いな人                                   | 作詞：秋元康 作曲：松尾一彦 編曲：今泉俊郎                            | あなたの背中を見つめながら                                 | 1986年08月15日 | CD    | R32H-1025          |
| 佐野量子       | 夢からさめない                                         | 作詞：秋元康 作曲：松尾一彦 編曲：船山基紀                            | 夢からさめない ⁄ 恋が止まらない                            | 1986年12月05日 | EP    | RHS-263            |
| 佐野量子       | 夢からさめない                                         | 作詞：秋元康 作曲：松尾一彦 編曲：船山基紀                            | 夢からさめない                                             | 1986年12月20日 | LP    | RHL-8457           |
| 佐野量子       | 夢からさめない                                         | 作詞：秋元康 作曲：松尾一彦 編曲：船山基紀                            | 夢からさめない                                             | 1986年12月20日 | CD    | R32H-1043          |
| 佐野量子       | 恋が止まらない                                         | 作詞：秋元康 作曲：松尾一彦 編曲：船山基紀                            | 夢からさめない ⁄ 恋が止まらない                            | 1986年12月05日 | EP    | RHS-263            |
| 佐野量子       | 恋が止まらない                                         | 作詞：秋元康 作曲：松尾一彦 編曲：船山基紀                            | 夢からさめない                                             | 1986年12月20日 | LP    | RHL-8457           |
| 佐野量子       | 恋が止まらない                                         | 作詞：秋元康 作曲：松尾一彦 編曲：船山基紀                            | 夢からさめない                                             | 1986年12月20日 | CD    | R32H-1043          |
| 佐野量子       | オープニング・シーン (Instrumental)                    | 作曲：松尾一彦 編曲：船山基紀                                         | 夢からさめない                                             | 1986年12月20日 | LP CD | RHL-8457 R32H-1043 |
| 佐野量子       | 透明なスケッチ                                         | 作詞：竜真知子 作曲：松尾一彦 編曲：船山基紀                          | 夢からさめない                                             | 1986年12月20日 | LP CD | RHL-8457 R32H-1043 |
| 佐野量子       | 小雪のテーマ (Instrumental)                            | 作曲：松尾一彦 編曲：船山基紀                                         | 夢からさめない                                             | 1986年12月20日 | LP CD | RHL-8457 R32H-1043 |
| 佐野量子       | 八月のReason                                           | 作詞：竜真知子 作曲：松尾一彦 編曲：船山基紀                          | 夢からさめない                                             | 1986年12月20日 | LP CD | RHL-8457 R32H-1043 |
| 佐野量子       | 藤井君のおどろき (Instrumental)                        | 作曲：松尾一彦 編曲：船山基紀                                         | 夢からさめない                                             | 1986年12月20日 | LP CD | RHL-8457 R32H-1043 |
| 佐野量子       | 片思いの人魚—小雪のテーマ—                             | 作詞：白倉由美 作曲：松尾一彦 編曲：船山基紀                          | 夢からさめない                                             | 1986年12月20日 | LP CD | RHL-8457 R32H-1043 |
| 佐野量子       | 告白する砂緒 (Narration：Ryoko Sano)                   | 作詞：白倉由美 作曲：松尾一彦 編曲：船山基紀                          | 夢からさめない                                             | 1986年12月20日 | LP CD | RHL-8457 R32H-1043 |
| 佐野量子       | 50% Dream                                              | 作詞：竜真知子 作曲：松尾一彦 編曲：船山基紀                          | 夢からさめない                                             | 1986年12月20日 | LP CD | RHL-8457 R32H-1043 |
| 佐野量子       | 夢からさめない (Instrumental)                          | 作曲：松尾一彦 編曲：船山基紀                                         | 夢からさめない                                             | 1986年12月20日 | LP CD | RHL-8457 R32H-1043 |
| 白鳥英美子     | Book of my Life                                        | 作詞：遠藤京子 作曲：松尾一彦 編曲：国吉良一                          | GRACE〜記憶のかけらたち〜                                  | 1996年10月23日 | CD    | FHCF-2308          |
| 鈴木トオル     | 風 〜悲しみの終わる時                                  | 作詞：只野菜摘 作曲：松尾一彦 編曲：林有三                            | 約束                                                       | 1995年02月22日 | CD    | TOCT-8810          |
| 高橋美枝       | ひとりぼっちは嫌い                                     | 作詞：松本隆 作曲：松尾一彦 編曲：川村栄二                            | ひとりぼっちは嫌い ⁄ ピンクの鞄                            | 1983年11月21日 | EP    | 07SH-1435          |
| 武田久美子     | さよならの季節                                         | 作詞：秋元康 作曲：松尾一彦 編曲：松井忠重                            | クミコミニケーション                                       | 1983年04月01日 | LP    | L-12560            |
| 武田久美子     | 虹色の恋                                               | 作詞：秋元康 作曲：松尾一彦 編曲：松井忠重                            | クミコミニケーション                                       | 1983年04月01日 | LP    | L-12560            |
| つちやかおり   | September Rainに消されて                               | 作詞：竜真知子 作曲：松尾一彦 編曲：山田秀俊                          | September Rainに消されて ⁄ 紅い糸                          | 1983年09月21日 | EP    | ETP-17533          |
| つちやかおり   | September Rainに消されて                               | 作詞：竜真知子 作曲：松尾一彦 編曲：山田秀俊                          | FRAGRANCE                                                  | 1983年10月01日 | LP    | ETP-90245          |
| つちやかおり   | ジェラシーから                                         | 作詞：竜真知子 作曲：松尾一彦 編曲：山田秀俊                          | FRAGRANCE                                                  | 1983年10月01日 | LP    | ETP-90245          |
| とんねるず     | 銀河の交番                                             | 作詞：秋元康 作曲：松尾一彦 編曲：見岳章                              | 成増                                                       | 1985年03月21日 | LP    | SJX-30265          |
| とんねるず     | 銀河の交番                                             | 作詞：秋元康 作曲：松尾一彦 編曲：見岳章                              | 青年の主張 ⁄ 銀河の交番 (Studio Version)                   | 1985年04月21日 | EP    | SV-9009            |
| とんぼ         | 冬越え間近                                             | 作詞：遠藤幸三 作曲：松尾一彦 編曲：鈴木茂                            | 冬越え間近 ⁄ ブレイクダウン                                | 1978年09月21日 | EP    | F-217              |
| とんぼ         | 冬越え間近                                             | 作詞：遠藤幸三 作曲：松尾一彦 編曲：鈴木茂                            | 冬越え                                                     | 1978年11月25日 | LP    | C25A-0008          |
| とんぼ         | ぽつん                                                 | 作詞：加能一実 作曲：松尾一彦 編曲：大村雅郎                          | 冬越え                                                     | 1978年11月25日 | LP    | C25A-0008          |
| とんぼ         | 振り向いた微笑み                                       | 作詞：遠藤幸三 作曲：松尾一彦 編曲：谷口雅洋                          | よろしく さよなら                                          | 1982年03月21日 | LP    | AF-7110-AX         |
| 早見優         | 今夜からSecret Girl                                    | 作詞：微美杏里 作曲：松尾一彦 編曲：荻田光雄                          | Image                                                      | 1982年11月21日 | LP    | 28TR-2013          |
| 早見優         | 7通のラブレター                                        | 作詞：微美杏里 作曲：松尾一彦 編曲：荻田光雄                          | Image                                                      | 1982年11月21日 | LP    | 28TR-2013          |
| 早見優         | 愛のブレスレット                                       | 作詞：三浦徳子 作曲：松尾一彦 編曲：鷺巣詩郎                          | あの頃にもう一度 ⁄ 愛のブレスレット                        | 1983年01月21日 | EP    | 07TR-1030          |
| 藤真利子       | 紅茶の午后                                             | 作詞：微美杏里 作曲：松尾一彦 編曲：白井良明                          | アブラカダブラ                                             | 1983年05月21日 | LP    | CI-13              |
| 藤真利子       | セピアの恋人                                           | 作詞：微美杏里 作曲：松尾一彦 編曲：白井良明                          | アブラカダブラ                                             | 1983年05月21日 | LP    | CI-13              |
| MAYUMIGRACE    | Chance                                                 | 作詞：MAYUMIGRACE 作曲：松尾一彦 編曲：宮城伸一郎                     | SWEET & BITTER                                             | 2008年12月20日 | CD    | DQC-184            |
| 森川由加里     | カシミアにくるまって                                   | 作詞：松本隆 作曲：松尾一彦 編曲：鷺巣詩郎                            | カシミアにくるまって ⁄ Don't Be Afraid                     | 1988年12月21日 | SCD   | 10FD-5066          |
| 森川由加里     | Don't Be Afraid                                        | 作詞：松本隆 作曲：松尾一彦 編曲：鷺巣詩郎                            | カシミアにくるまって ⁄ Don't Be Afraid                     | 1988年12月21日 | SCD   | 10FD-5066          |
| やまがたすみこ | ちょっとだけ・ちょっとだけ                             | 作詞：遠藤幸三 作曲：松尾一彦 編曲：徳武弘文 瀬尾一三                 | SUMIKO FILE Vol.II                                         | 1978年11月25日 | LP    | LX-7052-A          |
| 山本コウタロー | 1973年のキャサリン                                     | 作詞：秋元康 作曲：松尾一彦 編曲：飛澤宏元 コーラスアレンジ：小林幸司 | 10月の距離                                                 | 1984年10月21日 | LP    | N28E0023           |
| 渡辺典子       | 7月22日                                                | 作詞：秋元康 作曲：松尾一彦 編曲：川村栄二                            | あこがれ座 NORIKO 85                                       | 1985年12月01日 | LP    | AF-7333            |
| 渡辺典子       | 想い出花火                                             | 作詞：秋元康 作曲：松尾一彦 編曲：松下誠                              | あこがれ座 NORIKO 85                                       | 1985年12月01日 | LP    | AF-7333            |
| 渡辺典子       | 遅いクリスマス                                         | 作詞：秋元康 作曲：松尾一彦 編曲：萩田光雄                            | あこがれ座 NORIKO 85                                       | 1985年12月01日 | LP    | AF-7333            |

## 出演番組
- 地元の人が教える!2泊3日の旅（第14話「オフコース同級生メンバーの角館・男鹿・能代、味巡り」、旅チャンネル）
- シティポップ・スタジオ（2023年11月11日・2024年11月10日、BS朝日）